# Utrechts flagga

Provinsflaggan.

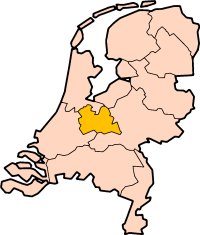
Provinsens läge.

Utrechts flagga är en kombination av två andra flaggor. Utrecht stifts vita kors i ett kvadratisk, rött fält, är placerat över till vänster mot flaggstången i ärkebiskopsdömet Utrechts horisontellt delade vita och röda flagga.
Utrecht fick inte en officiellt fastslagen flagga förrän 1952. År 1938 blev en flaggdesign gjord speciellt för drottning Wilhelminas fyrtioårsjubileum som drottning av Nederländerna. Denna flagga blev inte sedd som en tydlig symbol bland annat på grund av färgvalet, och år 1951 gav den provinciala Staten rådet att de borde göra en ny flagga.

## Beskrivning
Flaggan blev fastlagd av provinciala Staten (motsvarande den politiska delen av den norska fylkeskommunen) 15 januari 1952: Rektangulärt, förhållandena är 2:3. Flaggan är horisontalt delad i två delar, övre delen är vit, och den nedre är röd. I det övre vänstra hörnet finns ett vitt kors på röd bakgrund.